# Општина Варфуриле
Варфуриле (рум. Vârfurile) општина је у Румунији у округу Арад.
Oпштина се налази на надморској висини од 281 m.